# إيفاريستو باريرا
إيفاريستو باريرا (بالإسبانية: Evaristo Barrera)‏ (30 ديسمبر 1911 في الأرجنتين - 7 يونيو 1982 في إيطاليا) هو مدرب كرة قدم ولاعب كرة قدم أرجنتيني في مركز الهجوم. لعب مع نادي أسكولي ونادي راسينغ ونادي كريمونيسي ونادي لاتسيو ونادي نابولي ونادي نوفارا وSocietà Sportiva Mortara ‏.

## وصلات خارجية
- إيفاريستو باريرا على موقع قاعدة بيانات كرة القدم.إي يو (الإنجليزية)
- إيفاريستو باريرا على موقع عالم كرة القدم.نت (الإنجليزية)